# داورداد
داورداد (به انگلیسی: Daurdad) یک منطقهٔ مسکونی در پاکستان است که در ناحیه اتک واقع شده‌است.